# Веле-Сракане
Веле-Сракане (хорв. Vele Srakane) — название острова и одноименного села в хорватской части Адриатического моря, относится к Приморско-Горанской жупании. Административно принадлежит городу Мали-Лошинь.

## География
Относится к Истрийской группе островов, Цресско-лошинский архипелаг. Восточнее Веле-Сракане находится остров Лошинь, до которого с ближайшей, юго-восточной точки, мыса Жаплич — 3,5 км, а с самой дальней, северо-западной, мыса Вела-Стража — около 6 км. Острова разделяет Унийский канал. На севере расположен остров Уние, отделенный проливом Вели-Жапал, шириной около 2 км; на юге остров Мале-Сракане, который является частью того же хребта, и отделенный проливом Жаплич, шириной несколько сотен метров. На западе находится открытое море, а в 7-8 км на юге — остров Сусак . Площадь острова Веле Сракане — 1,18 км². Длина береговой линии составляет 7,441 км. Остров имеет очень узкую и вытянутую форму. Он простирается с северо-запада на юго-восток длиной 3,3 км. Северо-западная точка — мыс Вела-Стража. Юго-восточная точка — мыс Жаплич. Самая высокая вершина — холм Вела-Стража, высотой 60 м, находится на одноименном мысе.
Берег в основном без больших бухт, низкий и каменистый. Есть убежища от ветра. Крупнейшие заливы — Горнья (Верхняя) Трата и Донья (Нижняя) Трата. Оба полностью открыты. На западной стороне острова есть несколько бухт, но все они также полностью открыты.
Остров почти полностью лишен высоких растений, и летом нет никакой защиты от солнца.

## Навигация
В бухте Верхняя Трата есть пристань для катамаранов, которые приплывают 5 раз в неделю. Они — единственная связь с островом. Учитывая, что на острове нет порта, в котором можно было бы держать лодки, местные жители каждый раз после плавания утаскивают их на побережье.

## История
На холме Вела Стража есть доисторический форт. В Средние века, остров был частью Венецианской республики. В период Австро-Венгерской империи остров официально назывался Гросс Канидол. После Первой мировой войны принадлежал Италии, после Второй мировой войны вошел в состав Югославии, с 1991 — Хорватии.

## Население
Согласно переписи 2001 г. на острове в селе Веле-Сракане, проживало 8 человек. 6 человек родилось на острове.
| Перепись, год | Население                  |
| ------------- | -------------------------- |
| 2001          | 8                          |
| 1991          | 9                          |
| 1981          | 16                         |
| 1971          | 17                         |
| 1961          | 92                         |
| 1953          | 109                        |
| 1948          | 119                        |
| 1931          | 187, вместе с Мале-Сракане |
| 1921          | ?                          |
| 1910          | 112                        |
| 1900          | 92                         |
| 1890          | 86                         |
| 1880          | 59                         |

## Экономика
Основное занятие населения — рыболовство, сельское хозяйство и животноводство. Село Веле-Сракане расположено в южной части острова между заливами Верхняя и Нижняя Трата.
Остров связан катамараном с Риекой, Мали-Лошинь, островами Црес, Уние, Сусак и Иловик. Летом связь интенсивнее, чем в зимние месяцы.
На острове есть электричество, но нет питьевой воды. Так как на острове нет торговли, все необходимое для жизни, в том числе питьевую воду, необходимо завозить.
Есть маленькая церковь Святой Анны, но нет кладбища, поэтому используется кладбище на соседнем острове Сусак.
Жители на острове живут как отшельники. Жизнь оживляется летом, в основном на праздник Святой Анны, когда остров посещают много иммигрантов и жителей близлежащих Сусака и Мале-Сракане.